# Cylindropsyllus kunzi
Cylindropsyllus kunzi är en kräftdjursart som beskrevs av Rony Huys 1987. Cylindropsyllus kunzi ingår i släktet Cylindropsyllus och familjen Cylindropsyllidae. Inga underarter finns listade i Catalogue of Life.